# José Luis García Ramón
José Luis García Ramón (* 21. September 1949 in Alicante) ist ein spanischer Gräzist und Sprachwissenschaftler.

## Leben und Forschung
Nach der Promotion (Sustratos y superestratos en los dialectos griegos. Tesalia y el protoeolio) an der Universidad Complutense de Madrid 1974 war er von 1978 bis 1988 Profesor Titular für Griechische Philologie und von 1988 bis 1995 ordentlicher Professor für Griechische Philologie an der Universidad Autónoma de Madrid. 1995 wechselte er an die Universität Köln auf eine ordentliche Professur für Historisch-Vergleichende Sprachwissenschaft im Institut für Linguistik. Er hat zahlreiche Einladungen zu Gastseminaren und Gastprofessuren im In- und Ausland wahrgenommen und ist Mitglied verschiedener Gelehrtengesellschaften.
García Ramón arbeitet zur Morphosyntax des Verbs und zu Wortschatz, Etymologie, Onomastik und Dichtersprache. Im Bereich der Indogermanischen Rekonstruktion richtet García Ramón seine Aufmerksamkeit auf das Griechische (und seine mykenische Sprachstufe), auf das Lateinische und die Italischen Sprachen, die Indo-iranischen Sprachen und die Anatolischen Sprachen.

## Schriften (Auswahl)
Monographien und Editionen
- Estrabón, Geografía I–II. Introducción general J. García Blanco, traducción y notas J. L. García Ramón y J. García Blanco. Ed. Gredos, Madrid 1991, ISBN 8424914732.
- Les origines postmycéniennes du groupe dialectal éolien. Salamanca 1975, OCLC 851117354.

Herausgeberschaften
- mit Emilio Crespo (Hrsg.): Berthold Delbrück y la sintaxis indoeuropea hoy. Actas del Coloquio de la Indogermanische Gesellschaft Madrid, 21–24 de septiembre de 1994. Ediciones de la UAM, Ludwig Reichert Verlag 1997, ISBN 3895000434.
- mit Emilio Crespo, A. Striano (Hrsg.): Dialectologica Graeca. Actas del II Coloquio Internacional de Dialectología Griega (Miraflores de la Sierra [Madrid], 19–21 de junio de 1991). Ed. de la Universidad Autónoma de Madrid, Madrid 1993, ISBN 8474777348.